# Teknikåret 1987

## Händelser

### April
- 2 april
  - IBM introducerar PS/2-maskiner [1][2]

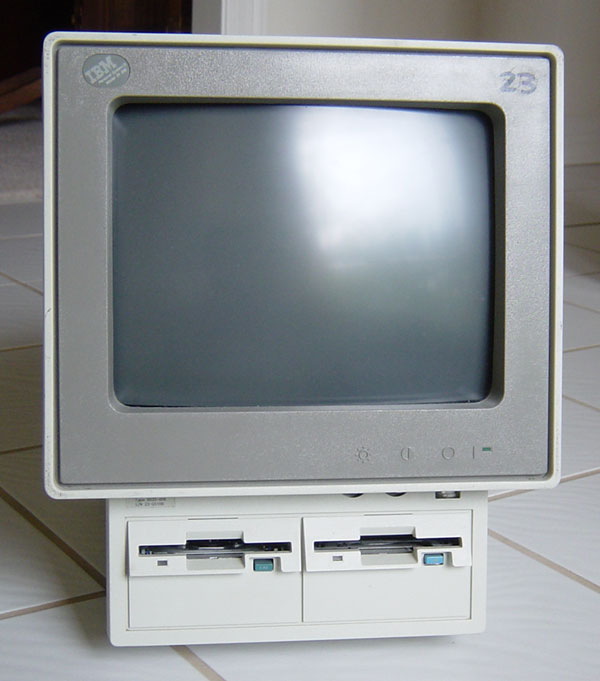
PS/2

  - Super-VHS lanseras av JVC i Japan.[3]

### Augusti
- Augusti - IBM introducerar datormodellen 8525.[1][2]

### Okänt datum
- Motorola avslöjar 68030-mikroprocessorn.[2].
- Apples tekniker William Atkinson utvecklar mjukvaran Hypercard.[2].

### Fotnoter
1. 1 2  History of Media Technology (läst 8 april 2011)
2. 1 2 3 4
3. ↑  ”S-VHS (1987 – early 2000s)” (på engelska). Museum of Obselete Media. 16 mars 1987. http://www.obsoletemedia.org/s-vhs/. Läst 21 juni 2015.